# 多倫多市政廳
多倫多市政廳（英語：Toronto City Hall）位於加拿大安大略省多倫多市中心皇后西街與卑街的交界處，是多倫多市政府的總部所在，亦是多倫多的第四代市政廳。市政廳連同對出的彌敦菲臘廣場皆由芬蘭建築師維爾尤·勒維爾設計，於1965年開幕，取代於1899年落成的舊市政廳。此處原為第一代多倫多華埠所在；為了進行市政廳及廣場工程，該處的建築於1950年代拆卸，而中區華埠亦往西遷移至士巴丹拿道夾登打士西街一帶。
市政廳由兩座不同高度的大樓組成，而兩座大樓的平面均呈弧狀。東大樓樓高99.5（326英尺），設有27層；而西大樓則樓高79.4（260英尺），設有20層。呈飛碟形狀的市議會議事廳座落兩座大樓之間，整體佈局有如兩雙手守護著議事廳，而從高空俯瞰則有如一隻睜開的眼睛。市政廳的獨特外形令其成為多倫多市的主要地標之一；多倫多市的市旗、市徽和標誌皆以市政廳為主題。另外，《生化危機》電影系列中浣熊市市政廳的原景即為多倫多市政廳。

## 歷史
多倫多的第三代市政廳（即舊市政廳）於1899年落成，由多倫多的市政機關和約克縣法庭共用。到了20世紀20年代，大樓的空間已不敷應用，市府因此尋求應對方法。然而，隨著經濟大蕭條展開，市府增建辦公空間的計劃亦告吹，當局只好在市內其他地點設立衛星辦公室，以及善用市政廳的內部走廊空間。
隨著大多倫多市（Metro Toronto，簡稱大多市）於1953年成立，市內市政機關辦公空間短缺的問題亦更見迫切，市議會遂委託三家本地建築師樓聯手設計新市政廳大樓。三家公司於1955年公佈其設計：大樓為一座現代主義建築，設計靈感來自紐約市的聯合國總部大樓。時任市長彌敦·菲臘對設計感到失望；弗蘭克·勞埃德·賴特指設計毫無新意（"a cliché already dated"），而沃爾特·格羅佩斯則認為「這種差劣的偽現代主義設計不配多倫多市」（"a very poor pseudo-modern design unworthy of the city of Toronto"）。多倫多市選民亦於同年舉行的市選中否決新市政廳工程的撥款安排。
在彌敦·菲臘的爭取下，多倫多市議會於1956年9月通過舉行國際設計比賽來徵求新市政廳設計；選民並於同年12月舉行的市選中通過此安排。比賽截止日期為1958年4月18日，當局總共收取了510份設計。五人評選委員會的甄選程序展開後，其中一名評判埃羅·沙里寧遲了一天半才抵達多倫多，當時其他評判已選出七項入圍作品，當中包括一份來自貝聿銘團隊的設計，但維爾尤·勒維爾的設計則沒有入圍。沙里寧看過被淘汰的設計後，不但認為勒維爾的設計應該入圍，更游說另外兩名評判支持此設計。評選委員會於1958年9月26日公佈比賽結果，最終由勒維爾的設計脫穎而出。
新市政廳動土儀式於1961年11月7日，經過接近四年的工程後於1965年9月13日開幕；勒維爾在開幕儀式前十個月去世。項目耗資約3100萬加拿大元。

## 圖片

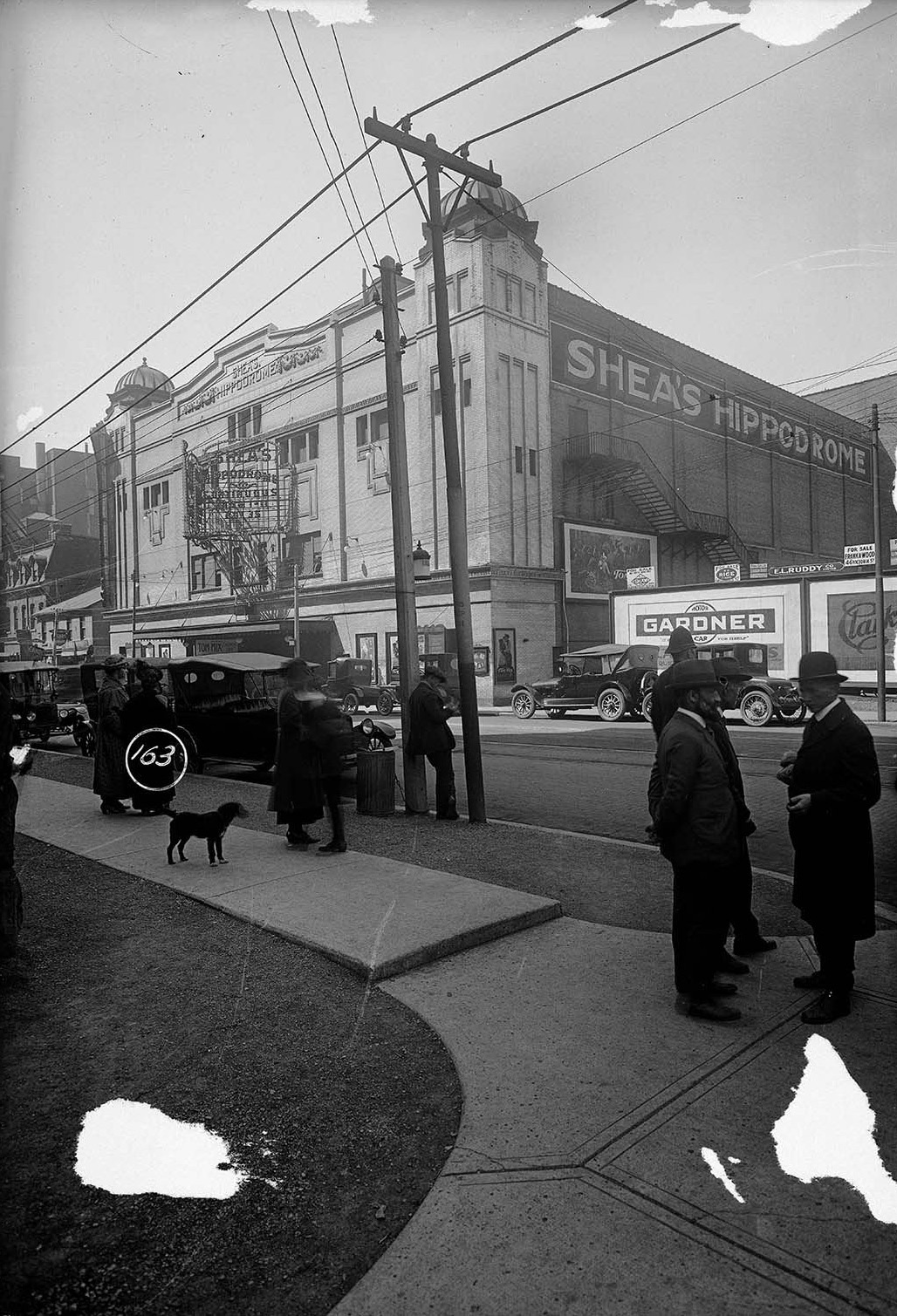
謝亞劇院（Shea's Hippodrome）是其中一座為興建新市政廳而拆卸的建築
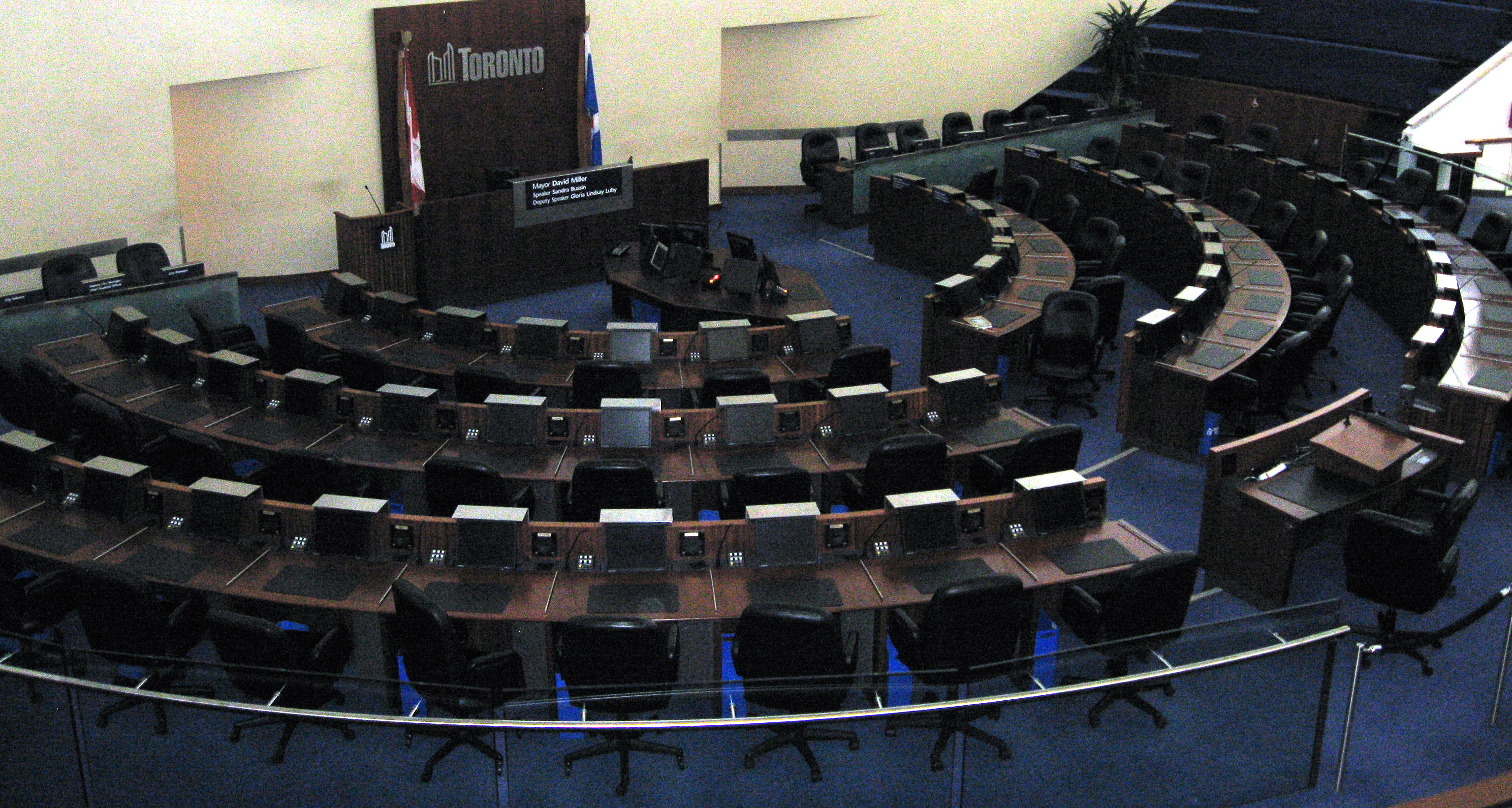
市議會議事廳內部
多倫多市旗
多倫多市徽：金色部分代表市政廳大樓，藍色部分則代表天空[6]

### 引用書籍
- Osbaldeston, Mark. . . Toronto: Dundurn Press. 2008: 91, 94  [2012-11-05].

## 外部連結
- City of Toronto's history page（页面存档备份，存于）